# Seboruco
Seboruco é uma cidade venezuelana, capital do município de Seboruco.